# Granulat (orfebreria)

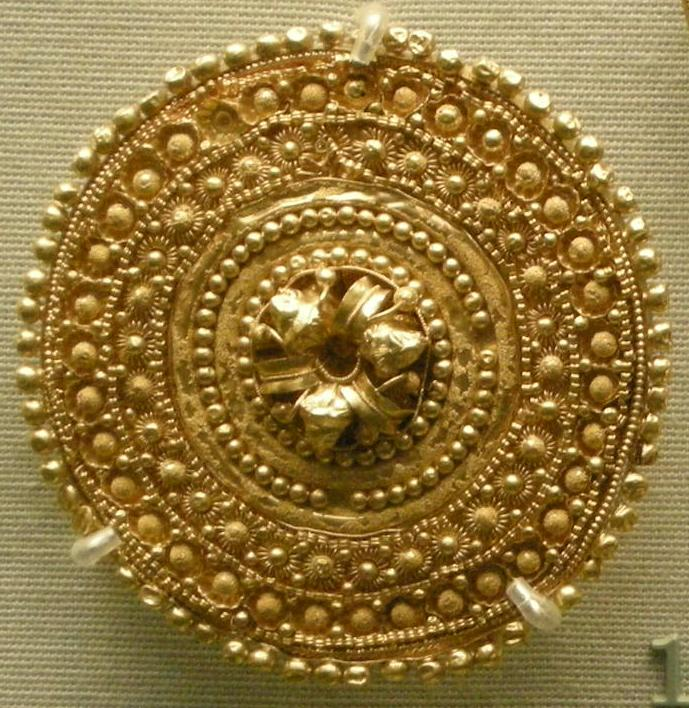
Arrecada estrusca d'or, amb una rosseta de bandes concèntriques, 530-480 aC.

El granulat és una tècnica decorativa que consisteix en la unió de petits grànuls d'or i plata entre si o sobre una superfície de metall sense la necessitat de soldadura, d'acord amb un disseny predeterminat.
És una tècnica complicada on es necessita molta paciència. Està molt relacionada amb una altra tècnica que és la filigrana.

## Història
El granulat és una tècnica d'origen oriental, es creu que va aparèixer a Mesopotàmia cap a l'any 2500 aC. Posteriorment es difondrà cap a les regions veïnes d'Àsia Menor, Síria, Palestina, Egipte i Grècia. Serà el mètode de decoració més estès durant el període orientalizant.

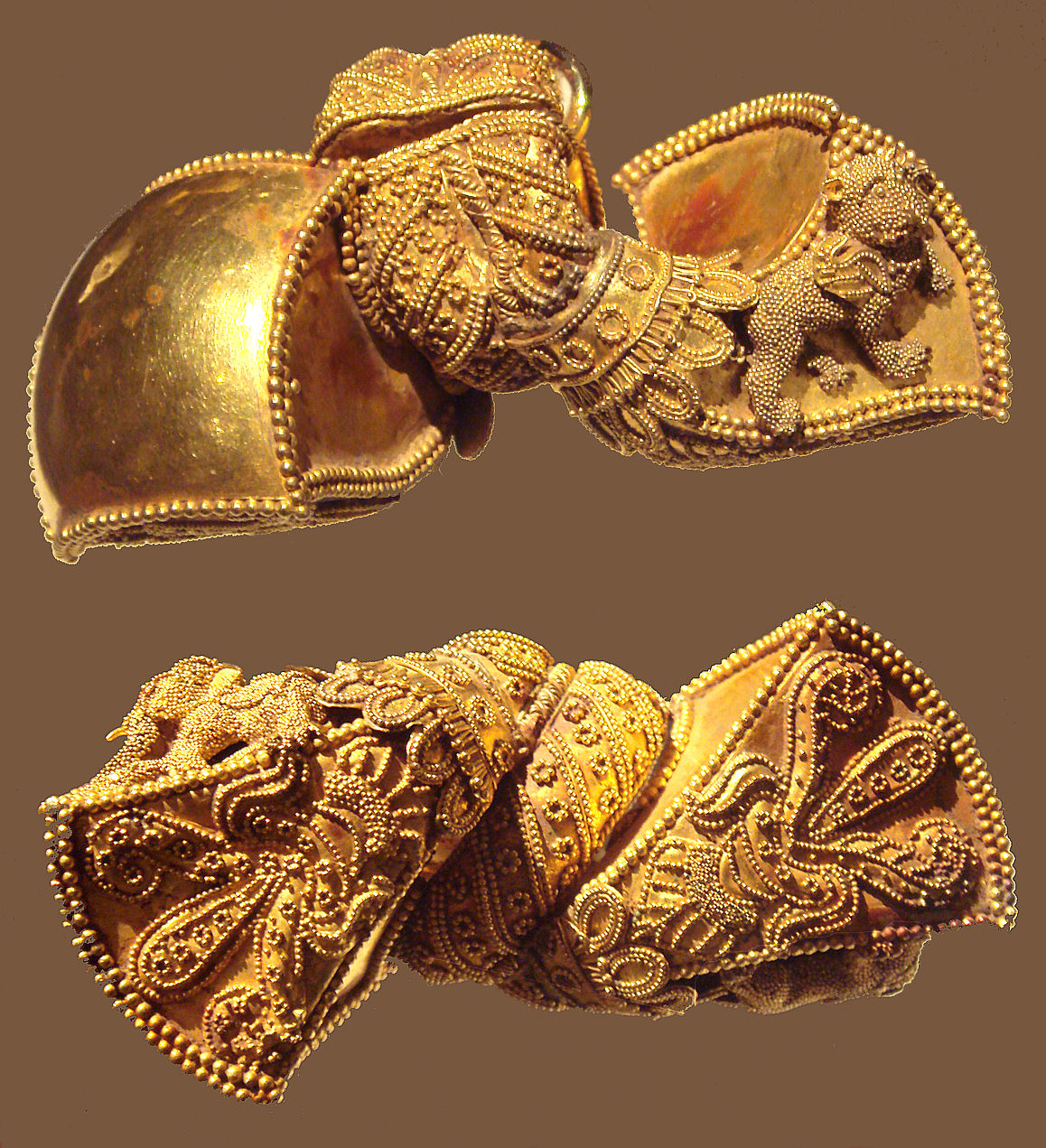
Arrecades reals, segle I a.C. Probablement són de la zona de Andhra Pradesh, India

Va arribar a Egipte, per primera vegada, durant l'Imperi Mitjà, segurament a partir de la importació de joies de Sumeria a la vall del Nil. Les primeres joies amb aquest tipus de decoració es troben a les tombes de les filles d'Ur, Khnumet i Mereret, en Dahsur.
Cap a l'any 2000 aC al món Egeu ja es troben joies amb aquest tipus de decoració, a les tombes minoiques de Mesara 36. Poc després, cap al 800 aC es comencen a trobar evidències d'aquesta tècnica a Grècia.
A Etruria aquesta tècnica es desenvoluparà cap a la segona meitat del segle viii aC. Els etruscs es van convertir en els màxims exponents d'aquesta tècnica decorativa, ja que eren capaços de realitzar una soldadura a penes visible i van aconseguir fer uns grànuls molt refinats, a més els motius decoratius eren d'una gran complexitat i aconseguien crear un joc de clarobscurs ininterromput. Aquests van desenvolupar la tècnica del "pulvicolo" o pols d'or,aquesta consisteix a realitzar grans molt fins.

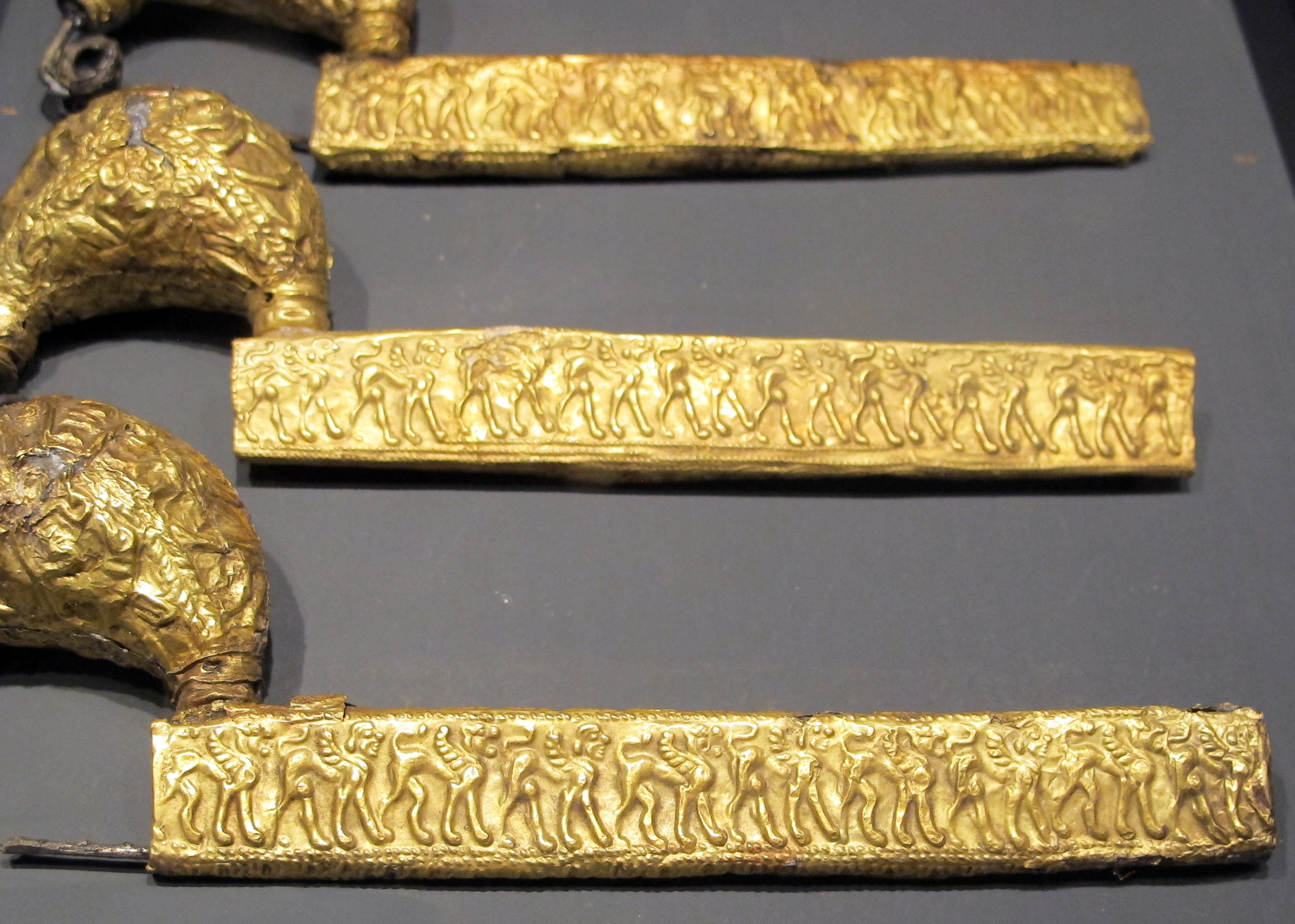
Fíbula d'or etrusca realitzada amb la tècnica de la pols d'or. Es va trobar a la tomba de Licor, Vetulonia (Museu Arqueològic de Florencia).

A la zona d'Asia, a l'Índia i a la Xina també podem trobar objectes realitzats amb aquesta tècnica, la van portar els grecs degut a les relacions de comerç, documentades en les fonts gregues i tardorromanes. A la península Ibèrica serà introduïda pels fenicis cap al 700 aC.
Amb la colonització romana i el canvi de modes aquesta tècnica es deixarà d'utilitzar gradualment fins a la seva desaparició.
Amb la troballa dels jaciments de Pompeia i Herculà al segle xviii es treuen a la llum magnífiques peces de joieria que atrauen al públic, llavors els joiers començaran a imitar l'estil i les tècniques d'època clàssica, d'aquesta manera es tornarà a fer ús d'aquesta tècnica decorativa. Alessandro Castellani és un dels orfebres més destacats del segle xix, aquest va aplicar el granulat a les seves joies, però mai va arribar a la perfecció dels orfebres etruscs. El 1920 aquesta tècnica s'utilitzava sobretot a la zona d'Alemanya i Anglaterra. Orfebres com W.T. Blackband o H.A. Littledale van dedicar la seva vida a experimentar amb tècniques modernes intentant esbrinar el secret de com realitzaven els orfebres de l'antiguitat el granulat. En 1934 H. Littledale va patentar un procés de soldadura que rep el nom de soldadura coloidal.

## Tècniques
El procés de fabricació dels grànuls, i sobretot el de la seva adhesió al suport ha generat nombroses discussions i que encara no està del tot resolt. Existeixen diverses formes de realitzar aquesta tècnica segons la zona i l'època, encara que són totes molt semblants.

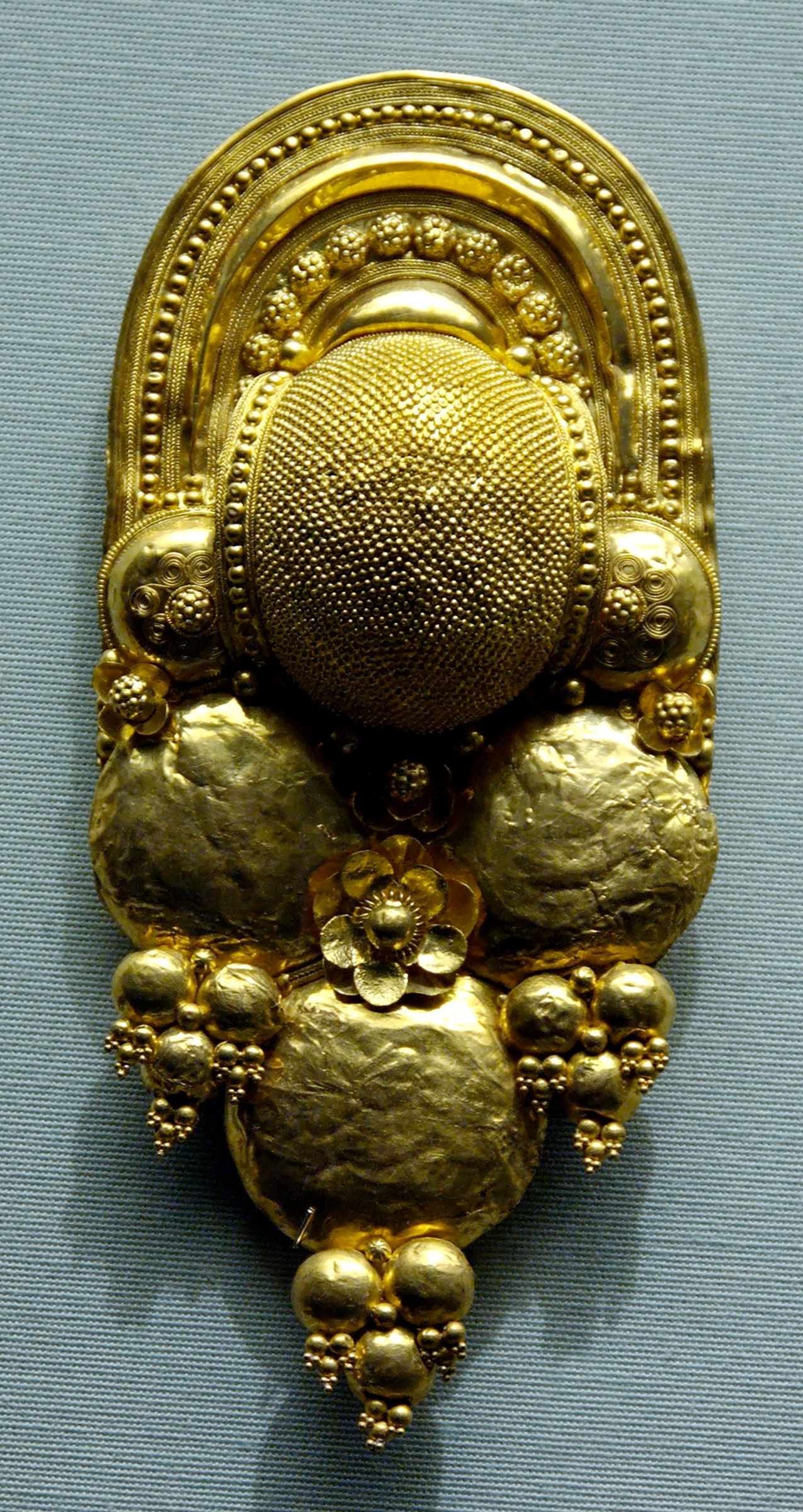
Arrecada etrusca d'or, 400-300 a.C

- A Etrúria probablement s'escalfava al roig sobre un llit de pols de carbó, es formava d'aquesta manera sobre la superfície dels grans el seu estrat de carbonat d'or el qual té un punt de fusió inferior a l'or. Rescalfant els grànuls sobre l'objecte que s'havia de decorar s'aconseguia la fusió de l'estrat superficial de carbonat d'or de manera que els grànuls s'adherien a l'objecte i entre si en els punts en els que entraven en contacte. Alguns investigadors alemanys creuen que els etruscs van inventar una tècnica d'autosoldadura, la qual es va perdre al final de l'època antiga, ja que les granulacions posteriors, com les romanes d'Orient, presenten dos defectes que no es troben en les peces etrusques, que són: que els grànuls no s'enfonsessin on havien d'anar soldats i que es nota massa la soldadura.[7]

- A Egipte és probable que utilitzessin la mateixa tècnica que els orfebres de Luxor en l'actualitat. Els grànuls s'obtenen fent gotejar lentament or líquid sobre un bol de fusta des d'una altura d'un metre. Llavors s'agiten i s'aconsegueix infinitat de petites partícules esfèriques que es tamisen per separar-les segons la seua mida. Els grànuls seleccionats s'arrebossen en sutge i s'escalfen just per sota del seu punt de fusió, perquè la seva superfície absorbeixi el carboni present al sutge. S'utilitzen canyes de bufador per regular la temperatura. L'or llaminat de la base rep el mateix tractament abans de ser banyat amb una resina sobre la qual quedaran adherits els grànuls, formant motius geomètrics. Després es sotmet a l'acció del foc (entre 900-1064 °C, ja que el punt de fusió s'ha reduït amb el carboni) i els grànuls i la base es fonen només externament, aquests queden soldats pels punts de contacte, ocults a la vista, i els grànuls conserven la seva esfericitat intacta perquè no s'ha arribat a fondre el seu nucli. Perquè aquesta tècnica funcioni, els grànuls i la base han de tenir el mateix punt de fusió, això vol dir, que han de tenir la mateixa quantitat d'or.[8]

- Actualment existeixen diferents mètodes: abans de tot es preparen els grànuls de metall, aquest procés es pot fer de diverses formes: retallant petits trocets de metall i col·locant-los sobre una superfície de carbó vegetal (sistema ràpid per quantitats no excessives) o es poden fer anelles amb fill de metall i després retallar-les, així tenen el mateix pes i en fondre's formen esferes del mateixa mida. Una vegada fet això, existeixen diversos mètodes: a) En un maó de carbó vegetal es realitzen forats iguals, allà es col·locarà el metall. S'aplica la calor i el metall adquireix la forma esfèrica. Es deixa refredar i assecar. b) Situar sobre una placa refractària un cilindre d'acer refractari i es tanca la unió amb fang refractari. A l'interior es col·loca una primera capa de carbó amb un tamisat molt fi, d'aquesta manera s'evita la unió dels grànuls, sobre la segona capa es dipositen els troços de metall, aquest procés es repeteix fins a acabar amb el metall o omplir tot el cilindre. Es col·loca al forn a una temperatura superior al punt de fusió del metall. c) Per acabar, es poden realitzar objectes només amb els grànuls, sense la necessitat d'una base metàl·lica.[9]

- Soldadura coloidal: és la que té una certa semblança als mètodes antics, aquest mètode utilitza una barreja de goma de tragacant i sals de coure, que fa que el punt de fusió disminueixi.[10]